# Maria di Meclemburgo-Schwerin
Maria di Meclemburgo-Schwerin, soprannominata anche Miechen o Maria Pavlovna la Maggiore (Schloss Ludwigslust, 14 maggio 1854 – Contrexéville, 6 settembre 1920), era la figlia del granduca Federico Francesco II di Meclemburgo-Schwerin e della principessa Augusta di Reuss-Köstritz. Fu un'importante padrona di casa a San Pietroburgo tanto che era conosciuta come "la più grande delle Granduchesse".

## Biografia

### Infanzia
Maria Alessandrina Elisabetta Eleonora, questo il suo nome completo, nacque duchessa della Casata granducale di Meclemburgo, come figlia del granduca Federico Francesco II di Meclemburgo-Schwerin e della prima moglie, la principessa Augusta di Reuss-Köstritz (1822-1862) a Schloss Ludwigslust. Fin dalla nascita ella godette del trattamento di Sua Altezza, così come per i suoi fratelli e sorelle.

### Matrimonio

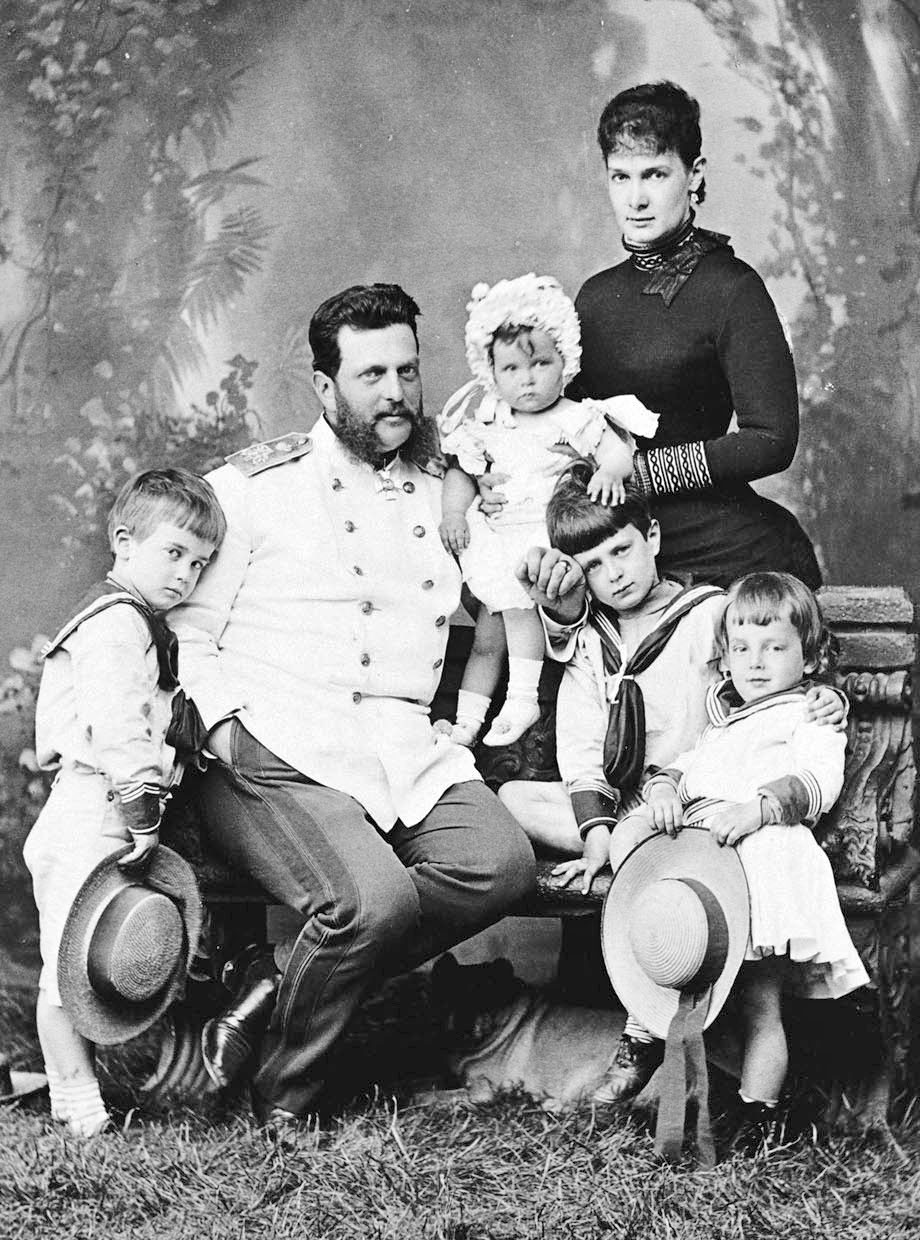
La famiglia di Vladimir Aleksandrovič e Maria Pavlovna nel 1883

Maria sposò il terzo figlio di Alessandro II di Russia, il granduca Vladimir Aleksandrovič Romanov (22 aprile 1847 - 17 febbraio 1909), il 28 agosto 1874. Era stata inizialmente promessa ad un altro, ma il fidanzamento venne sciolto immediatamente non appena lei incontrò Vladimir. Ci vollero però altri tre anni prima che venisse loro concesso di sposarsi: cresciuta come luterana, lei rifiutò infatti di convertirsi alla fede ortodossa.
Lo Zar infine acconsentì a permettere ai due di sposarsi senza insistere sulla conversione all'ortodossia. Con il matrimonio ella prese il nome russo di Maria Pavlovna di Russia, il nome con il quale è meglio conosciuta. Maria rimase luterana per la maggior parte del suo matrimonio, ma infine ella decise di convertirsi; alcuni dicono che lo fece per dare al figlio Kirill maggiori possibilità di succedere al trono russo. Come risultato dell'aver sposato un figlio dell'Imperatore di Russia ella ricevette un nuovo trattamento nobiliare, cioè di Altezza Imperiale come il marito.
Tutti i figli di Maria nacquero al Palazzo di Caterina, a Carskoe Selo, ad eccezione di Boris, il quale nacque a San Pietroburgo. Il figlio maggiore, il granduca Kirill, nel 1905 sposò la sua prima cugina Vittoria Melita di Sassonia-Coburgo-Gotha, figlia della sorella di Vladimir, la Duchessa di Edimburgo e di Sassonia-Coburgo-Gotha, nata Marija Aleksandrovna Romanova. Questo matrimonio fu però ostacolato da Nicola II e così Kirill venne privato dei suoi titoli imperiali. Il trattamento del figlio generò un contrasto tra suo marito e l'Imperatore; comunque, dopo varie morti nella famiglia imperiale, Kirill diventò terzo nella linea di successione al trono, cosicché Nicola restaurò Kirill nei suoi titoli imperiali ed alla moglie venne conferito il titolo di granduchessa Viktoria Feodorovna.
Durante la sua vita in Russia, Maria Pavlovna visse nel palazzo Vladimirskij, tanto amato dal marito, situato sul famoso e aristocratico lungoneva del Palazzo. Fu qui che ella costruì la sua reputazione di essere una delle migliori padrone di casa della capitale: all'epoca si era scherzato parecchie volte sul fatto che lei avrebbe tentato deliberatamente di superare in magnificenza la vicina corte imperiale al palazzo d'Inverno. Si diceva anche che lei fosse in competizione con la cognata, la granduchessa Elisaveta Fëdorovna di Russia - sorella della zarina Aleksandra Fëdorovna.
Era considerata la più grande tra le Granduchesse, e formò una corte alternativa negli ultimi anni di regno del nipote Nicola II: la Granduchessa odiava infatti lo Zar ed in special modo la Zarina, soprattutto verso la fine della dinastia. Maria Pavlovna era infatti la terza dama dell'Impero dopo l'imperatrice madre Maria Feodorovna e l'imperatrice regnante Alessandra Feodorovna; rimasta vedova e con una grande fortuna a disposizione riuscì a costruirsi una solida posizione nell'alta società di San Pietroburgo. Amava dare ricevimenti e ne riceveva molti complimenti; una sera, rivolgendosi ad un invitato che la lodava per la riuscita dell'intrattenimento, rispose con le seguenti parole: «È necessario conoscere il proprio mestiere. Andate a riferirlo alla Grande Corte».
Assieme ai figli ella contemplò l'idea di un colpo di stato ai danni dello Zar nell'inverno tra il 1916 ed il 1917, che avrebbe costretto Nicola II ad abdicare in favore del figlio, instaurando come reggente il granduca Nikolaj Nikolaevič o suo figlio Kirill Vladimirovič. Alla ricerca di supporto per il progetto sovversivo, lei disse al presidente della Duma, Mikhail Rodzianko, la famosa frase che l'Imperatrice sarebbe dovuta essere «annientata».
Nel 1909 il marito morì.

### Fuga dalla Russia

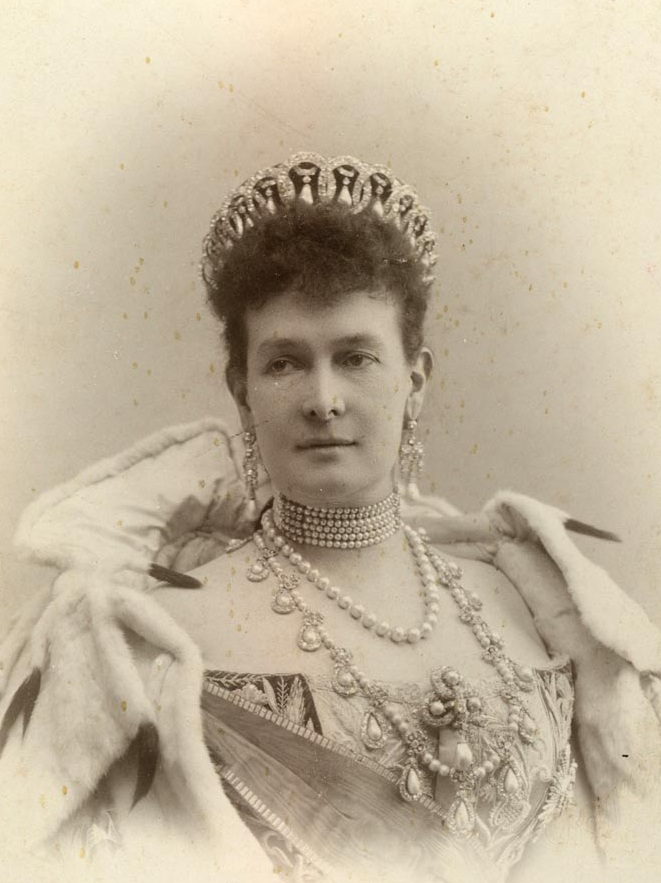
La granduchessa Maria nel 1895

La granduchessa Maria si distinse per essere stata l'ultima dei Romanov a fuggire dalla Russia rivoluzionaria così come per essere stata la prima a morire in esilio. Ella rimase nel Caucaso, dilaniato dalla guerra, assieme ai due figli più giovani nel 1917 e 1918, continuando a sperare di fare del figlio maggiore, Kirill, lo zar di Tutte le Russie. Quando i bolscevichi, nel 1918, si avvicinarono il gruppo fu però costretto a fuggire su un peschereccio fino ad Anapa. Maria rimase però altri quattordici mesi nella cittadina, rifiutandosi di unirsi al figlio Boris che intendeva lasciare la Russia.
Quando si presentarono delle opportunità di fuggire attraverso Costantinopoli, ella comunque si rifiutò di cedere per paura di essere sottoposta all'infamia della delusione. In ultima istanza però dovette piegarsi a fuggire quando il generale dell'Armata Bianca la avvisò che i Bianchi stavano perdendo la guerra civile. Maria, il figlio Andrej, Matil'da Feliksovna Kšesinskaja (l'amante di Andrej) ed il loro figlioletto Vladimir (detto Vova), salparono il 13 febbraio 1920 a bordo di una nave italiana diretta a Venezia.
La granduchessa Olga Aleksandrovna di Russia incontrò Maria al porto di Novorossijsk nel 1920: «Non curandosi del pericolo e delle avversità, lei mantenne testardamente tutti i paramenti dello splendore e della gloria passati. Ed in un certo qual modo ce la fece [...] Quando persino i generali si consideravano fortunati a trovare un carrozzino ed un vecchio ronzino che li portasse in salvo, Zia Miechen fece un lungo viaggio sul suo treno personale. Era malconcia effettivamente - ma era il suo. Per la prima volta nella mia vita provai piacere nel baciarla [...]».

### Morte
Maria viaggiò quindi da Venezia fino in Svizzera e da qui in Francia, dove la sua salute cominciò a peggiorare. Rimase all'Hôtel la Souveraine dove morì il 6 settembre 1920, circondata dalla sua famiglia a Contrexéville dove possedeva una villa. Con l'aiuto di un amico di famiglia la sua rinomata collezione di gioielli venne trafugata fuori dalla Russia in una valigia diplomatica. Una delle tiare è attualmente posseduta dalla regina Elisabetta II del Regno Unito. Alla sua morte i preziosi vennero divisi tra i figli: Boris ricevette gli smeraldi, Kirill le perle, Andrej i rubini e la sua unica figlia, Elena, ereditò i diamanti.

## Discendenza
La granduchessa Maria e il granduca Vladimir Aleksandrovič Romanov ebbero quattro figli maschi ed una femmina:
- Granduca Aleksander Vladimirovič (31 agosto 1875 - 16 marzo 1877);
- Granduca Kirill Vladimirovič (12 ottobre 1876- 12 ottobre 1938);
- Granduca Boris Vladimirovič (24 novembre 1877 - 9 novembre 1943);
- Granduca Andrej Vladimirovič (14 maggio 1879 - 30 ottobre 1956);
- Granduchessa Elena Vladimirovna (17 gennaio 1882 - 13 marzo 1957), sposò il principe Nicola di Grecia.[11]

## Ascendenza
|                                               |                             |                                   | Genitori                         |  |  | Nonni |  |  | Bisnonni                                  |  |  | Trisnonni                                    |  |
|                                               |                             |                                   |                                  |  |  |       |  |  | Federico Ludovico di Meclemburgo-Schwerin |  |  | Federico Francesco I di Meclemburgo-Schwerin |  |
|                                               |                             |                                   |                                  |  |  |       |  |  | Federico Ludovico di Meclemburgo-Schwerin |  |  | Federico Francesco I di Meclemburgo-Schwerin |  |
|                                               |                             | Luisa di Sassonia-Gotha-Altenburg |                                  |  |  |       |  |  | Federico Ludovico di Meclemburgo-Schwerin |  |  |                                              |  |
| Paolo Federico di Meclemburgo-Schwerin        |                             |                                   |                                  |  |  |       |  |  | Federico Ludovico di Meclemburgo-Schwerin |  |  |                                              |  |
|                                               |                             | Elena Pavlovna Romanova           | Paolo I di Russia                |  |  |       |  |  |                                           |  |  |                                              |  |
|                                               |                             | Elena Pavlovna Romanova           | Paolo I di Russia                |  |  |       |  |  |                                           |  |  |                                              |  |
|                                               |                             | Elena Pavlovna Romanova           | Sofia Dorotea di Württemberg     |  |  |       |  |  |                                           |  |  |                                              |  |
| Federico Francesco II di Meclemburgo-Schwerin |                             | Elena Pavlovna Romanova           |                                  |  |  |       |  |  |                                           |  |  |                                              |  |
|                                               |                             | Federico Guglielmo III di Prussia | Federico Guglielmo II di Prussia |  |  |       |  |  |                                           |  |  |                                              |  |
|                                               |                             | Federico Guglielmo III di Prussia | Federico Guglielmo II di Prussia |  |  |       |  |  |                                           |  |  |                                              |  |
|                                               |                             | Federico Guglielmo III di Prussia | Federica Luisa d'Assia-Darmstadt |  |  |       |  |  |                                           |  |  |                                              |  |
| Alessandrina di Prussia                       |                             | Federico Guglielmo III di Prussia |                                  |  |  |       |  |  |                                           |  |  |                                              |  |
|                                               |                             | Luisa di Meclemburgo-Strelitz     | Carlo II di Meclemburgo-Strelitz |  |  |       |  |  |                                           |  |  |                                              |  |
|                                               |                             | Luisa di Meclemburgo-Strelitz     | Carlo II di Meclemburgo-Strelitz |  |  |       |  |  |                                           |  |  |                                              |  |
|                                               |                             | Luisa di Meclemburgo-Strelitz     | Federica d'Assia-Darmstadt       |  |  |       |  |  |                                           |  |  |                                              |  |
| Maria di Meclemburgo-Schwerin                 |                             | Luisa di Meclemburgo-Strelitz     |                                  |  |  |       |  |  |                                           |  |  |                                              |  |
|                                               | Enrico VI di Reuss-Köstritz | …                                 |                                  |  |  |       |  |  |                                           |  |  |                                              |  |
|                                               | Enrico VI di Reuss-Köstritz | …                                 |                                  |  |  |       |  |  |                                           |  |  |                                              |  |
|                                               | Enrico VI di Reuss-Köstritz | …                                 |                                  |  |  |       |  |  |                                           |  |  |                                              |  |
| Enrico LXIII di Reuss-Köstritz                | Enrico VI di Reuss-Köstritz |                                   |                                  |  |  |       |  |  |                                           |  |  |                                              |  |
|                                               |                             | Enrichetta Casado y Huguetan      | …                                |  |  |       |  |  |                                           |  |  |                                              |  |
|                                               |                             | Enrichetta Casado y Huguetan      | …                                |  |  |       |  |  |                                           |  |  |                                              |  |
|                                               |                             | Enrichetta Casado y Huguetan      | …                                |  |  |       |  |  |                                           |  |  |                                              |  |
| Augusta di Reuss-Köstritz                     |                             | Enrichetta Casado y Huguetan      |                                  |  |  |       |  |  |                                           |  |  |                                              |  |
|                                               |                             | Enrico di Stolberg-Wernigerode    | …                                |  |  |       |  |  |                                           |  |  |                                              |  |
|                                               |                             | Enrico di Stolberg-Wernigerode    | …                                |  |  |       |  |  |                                           |  |  |                                              |  |
|                                               |                             | Enrico di Stolberg-Wernigerode    | …                                |  |  |       |  |  |                                           |  |  |                                              |  |
| Eleonora di Stolberg-Wernigerode              |                             | Enrico di Stolberg-Wernigerode    |                                  |  |  |       |  |  |                                           |  |  |                                              |  |
|                                               |                             | Giovanna di Schönburg-Waldenburg  | …                                |  |  |       |  |  |                                           |  |  |                                              |  |
|                                               |                             | Giovanna di Schönburg-Waldenburg  | …                                |  |  |       |  |  |                                           |  |  |                                              |  |
|                                               |                             | Giovanna di Schönburg-Waldenburg  | …                                |  |  |       |  |  |                                           |  |  |                                              |  |
|                                               |                             | Giovanna di Schönburg-Waldenburg  |                                  |  |  |       |  |  |                                           |  |  |                                              |  |